# Talsperre Idanha
Die Talsperre Idanha (portugiesisch Barragem da Idanha bzw. Barragem Marechal Óscar Carmona) liegt in der Region Mitte Portugals im Distrikt Castelo Branco. Sie staut den Fluss Pônsul, einen rechten (nördlichen) Nebenfluss des Tejo zu einem Stausee (port. Albufeira da Barragem da Idanha) auf. Die namensgebende Kleinstadt Idanha-a-Nova liegt ungefähr zwei Kilometer südwestlich der Talsperre.
Mit dem Projekt zur Errichtung der Talsperre wurde im Jahre 1935 begonnen. Der Bau wurde 1947 fertiggestellt. Die Talsperre dient neben der Bewässerung auch der Stromerzeugung. Sie ist im Besitz der Associação de Regantes e Beneficiários de Idanha-a-Nova.

## Absperrbauwerk
Das Absperrbauwerk ist eine Gewichtsstaumauer aus Beton mit einer Höhe von 51 m über der Gründungssohle (44 m über dem Flussbett). Die Mauerkrone liegt auf einer Höhe von 258,5 m über dem Meeresspiegel. Die Länge der Mauerkrone beträgt 143 m und ihre Breite 5,2 m. Das Volumen des Bauwerks umfasst 66.000 m³.
Die Staumauer verfügt sowohl über einen Grundablass als auch über eine Hochwasserentlastung. Über den Grundablass können maximal 8 m³/s abgeleitet werden, über die Hochwasserentlastung maximal 700 m³/s. Das Bemessungshochwasser liegt bei 700 m³/s.

## Stausee
Beim normalen Stauziel von 255,5 m (maximal 258,5 m bei Hochwasser) erstreckt sich der Stausee über eine Fläche von rund 6,78 km² und fasst 78,1 Mio. m³ Wasser – davon können 77,3 Mio. m³ genutzt werden. Das minimale Stauziel liegt bei 228 m.

## Kraftwerk
Das Kraftwerk Idanha gehört mit einer installierten Leistung von 2,5 MW zu den kleinsten Wasserkraftwerken Portugals. Die durchschnittliche Jahreserzeugung liegt bei 4,5 Mio. kWh.
Die Kaplan-Turbine wurde von Voith geliefert. Sie befindet sich in einem Maschinenhaus am Fuße der Staumauer. Die Turbine des Kraftwerks leistet maximal 2,5 MW und der zugehörige Generator 2,75 MVA. Die Nenndrehzahl der Turbine liegt bei 750/min. Die Nennspannung des Generators beträgt 6 kV. In der Schaltanlage wird die Generatorspannung von 6 kV mittels eines Leistungstransformators auf 30 kV hochgespannt.
Die minimale Fallhöhe beträgt 9,74 m, die maximale 38,25 m. Der minimale Durchfluss liegt bei 4,0 m³/s, der maximale bei 7,4 m³/s.